# Lies of Lies
Lies of Lies (hangul: 거짓말의 거짓말; RR: Geojitmaleui Geojitmal, también conocida como Lie After Lie), es una serie de televisión surcoreana transmitido del 4 de septiembre del 2020 hasta el 24 de octubre del 2020, a través de Channel A.

## Historia
Ji Eun-soo estuvo casada con un hombre proveniente de una familia adinerada, pronto su vida se derrumba, cuando de un día para otro es acusada como la asesina de su esposo y es encarcelada. 
Luego de dar a luz a su hija en prisión, se la arrebataron y no ha vuelto a verla. Ahora siendo una mujer libre Eun-soo, decide recuperar a su hija, por lo que comienza a acercarse a Kang Ji-min, un reportero y el frío padre adoptivo de su hija biológica y decide comenzar una relación a base de mentiras con el para poder convertirse en su madrastra, sin embargo en el proceso comienza a enamorarse de Ji-min.

## Reparto

### Personajes principales[4]
| Actor          | Personaje     | Nº de episodios | Notas |
| -------------- | ------------- | --------------- | --- |
| Lee Yoo-ri     | Ji Eun-soo    | 16              | Es una mujer que se casa con un miembro de una familia adinerada y que pronto termina en la cárcel acusada falsamente por haberlo asesinado. Después de salir en libertad, Eun-soo lucha por recuperar a Kang Woo-joo, la hija que dio a luz mientras estuvo en prisión. |
| Yeon Jung-hoon | Kang Ji-min   | 16              | Es un hombre gentil y compasivo que trabaja como un reportero de televisión. Es el devoto padre adoptivo de Kang Woo-joo, la hija biológica de Eun-soo. |
| Lee Il-hwa     | Kim Ho-ran    | 16              | Es la peligrosa ex suegra de Ji Eun-soo. Es la directora general de su propia empresa de cosméticos. |
| Kwon Hwa-woon  | Kim Yeon-joon | -               | Es un golfista profesional, que solo tiene ojos para una mujer cuando se trata de amor. |
| Lim Ju-eun     | Eun Se-mi     | -               | Es la exesposa de Kang Ji-min, una mujer que siente celos de Ji Eun-soo. |
| Go Na-hee      | Kang Woo-joo  | -               | Es la hija biológica de Ji Eun-soo e hija adoptiva de Kang Ji-min. |

### Personajes secundarios
| Actor          | Personaje       | Nº de episodios | Notas                                     |
| -------------- | --------------- | --------------- | ----------------------------------------- |
| Lee Won-jong   | Yoon Sang-kyu   | -               | [ 12 ]                                    |
| Kwon Hyuk-hyun | Kim Woong       | -               | Es el asistente de Kim Ho-ran.            |
| Yoon Sung-mo   | Choi Hyun-bin   | -               | Es un colega de Kang Ji-min en Channel A. |
| Nam Myung-ryul | Ji Dong-ri      | -               |                                           |
| Im Ye-jin      | Hwang Hyo-soon  | -               |                                           |
| Jung Shi-ah    | Kang Ji-kyung   | -               | [ 14 ]                                    |
| Song Jae-hee   | Jeon Gi-bum     | -               |                                           |
| Kim Seung-hwan | Kang Seung-hwa  | -               |                                           |
| Go Soo-hee     | Jung Mi-jin     | -               |                                           |
| Choi Dae-sung  | Seo Hyeong-kook | -               | Es un empleado de Channel A.              |
| Baek Song-yi   | Jung So-ri      | -               | Es una empleada de Channel A              |
| Im Han-bin     | Jeon Jin-gook   | -               |                                           |
| Im Seung-dae   | Jeon Bong-goo   | -               | [ 15 ]                                    |
| Kim Tae-yeon   | Hye-young       | -               |                                           |

### Otros personajes
| Actor          | Personaje  | Episodio(s) donde apareció | Notas                                    |
| -------------- | ---------- | -------------------------- | ---------------------------------------- |
| Moon Soo-bin   | Chae Ryung | -                          |                                          |
| Lee Chae-kyung | -          | 1, 7, 11                   | Es una guardia de la prisión.            |
| Park Ju-hwan   | -          | -                          | Es un estudiante de la academia de arte. |

## Episodios
La serie está conformada por 16 episodios, los cuales fueron emitidos todos los viernes y sábados a las 10:50 (KST).

### Ratings
Los números en azul representan las calificaciones más altas, mientras que los números en rojo representan las calificaciones más bajas. 
| Ep.      | Fecha de emisión         | Participación promedio de audiencia | Participación promedio de audiencia |
| Ep.      | Fecha de emisión         | Nacional                            | Seúl                                |
| -------- | ------------------------ | ----------------------------------- | ----------------------------------- |
| 1        | 4 de septiembre de 2020  | 1.169%                              | N/A                                 |
| 2        | 5 de septiembre de 2020  | 2.608%                              | N/A                                 |
| 3        | 11 de septiembre de 2020 | 2.577%                              | 3.089%                              |
| 4        | 12 de septiembre de 2020 | 4.276%                              | 4.281%                              |
| 5        | 18 de septiembre de 2020 | 2.895%                              | 3.016%                              |
| 6        | 19 de septiembre de 2020 | 4.210%                              | 4.396%                              |
| 7        | 25 de septiembre de 2020 | 2.710%                              | N/A                                 |
| 8        | 26 de septiembre de 2020 | 4.542%                              | 5.148%                              |
| 9        | 2 de octubre de 2020     | 3.332%                              | 4.189%                              |
| 10       | 3 de octubre de 2020     | 4.165%                              | 4.265%                              |
| 11       | 9 de octubre de 2020     | 5.160%                              | 5.360%                              |
| 12       | 10 de octubre de 2020    | 5.847%                              | 6.336%                              |
| 13       | 16 de octubre de 2020    | 5.604%                              | 5.676%                              |
| 14       | 17 de octubre de 2020    | 5.828%                              | 6.463%                              |
| 15       | 23 de octubre de 2020    | 6.393%                              | 6.437%                              |
| 16       | 24 de octubre de 2020    | 8.203%                              | 8.649%                              |
| Promedio | Promedio                 | 4.345%                              | %                                   |

## Música
El OST de la serie está conformado por las siguientes canciones: 

### Parte 1
| No. | Intérpretes                        | Canción                        | Letra | Música | Duración |
| --- | ---------------------------------- | ------------------------------ | ----- | ------ | -------- |
| 1   | Acoustic Collabo (어쿠스틱 콜라보) | "Fake Spring" (거짓말 같은 봄) | -     | -      | -        |
| 2   |                                    | "Fake Spring" (Ints.)          | -     | -      | -        |

### Parte 2
| No. | Intérprete   | Canción                           | Letra | Música | Duración |
| --- | ------------ | --------------------------------- | ----- | ------ | -------- |
| 1   | Ryu Su-jeong | "Lie After Lie" (거짓말의 거짓말) | -     | -      | -        |
| 2   |              | "Lie After Lie" (Ints.)           | -     | -      | -        |

### Parte 3
| No. | Intérprete           | Canción                         | Letra | Música | Duración |
| --- | -------------------- | ------------------------------- | ----- | ------ | -------- |
| 1   | Sohn Ye-rim (손예림) | "I'm Hurting" (내가 아파한대도) | -     | -      | -        |
| 2   |                      | "I'm Hurting" (Ints.)           | -     | -      | -        |

### Parte 4
| No. | Intérprete  | Canción                              | Letra | Música | Duración |
| --- | ----------- | ------------------------------------ | ----- | ------ | -------- |
| 1   | Kota (코타) | "How Much More Pain" (얼마나 아파야) | -     | -      | -        |
| 2   |             | "How Much More Pain" (Ints.)         | -     | -      | -        |

### Parte 5
| No. | Intérprete     | Canción                                            | Letra | Música | Duración |
| --- | -------------- | -------------------------------------------------- | ----- | ------ | -------- |
| 1   | KCM (케이씨엠) | "I'm More Afraid" (죽기보다 너를 못 보는게 두려워) | -     | -      | -        |
| 2   |                | "I'm More Afraid" (Ints.)                          | -     | -      | -        |

## Producción
La serie también es conocida como "Lie of a Lie" y/o "Lie After Lie".
Fue dirigida por Kim Jung-kwon, quien contó con el apoyo del guionista Kim Ji-eun. Mientras que la producción estuvo a cargo de Kim Dong-rae.
La primera lectura del guion fue realizada a finales de enero del 2020 y las filmaciones comenzaron en febrero del mismo año.
La serie también contó con el apoyo de la compañía de producción Raemongraein.